# Evangelical Lutheran Church of Kenya
Evangelical Lutheran Church of Kenya (Kanisa la Kiinjili la Kilutheri Katika Kenya) är ett evangelisk-lutherskt trossamfund i Kenya och östra Uganda, bildat 1959 som Lutheran Church of Kenya (LCK) genom samgående mellan fem olika lutherska grupper, grundade av missionssällskap från fyra olika länder. Ett av dessa var Bibeltrogna vänner som 1948 påbörjat missionsverksamhet bland wanjarefolket.
LCK registrerades 1963 som en självständig kyrka av de kenyanska myndigheterna. Det nuvarande namnet ELCK antogs 1978.
Kyrkans första biskop, Francis Nyamwaro Onderi, utnämndes av kyrkomötet 1996.
Idag har ELCK en ärkebiskop, Walther Obare Omwanza, och fyra stift med var sin biskop.
ELCK är medlem av National Council of Churches of Kenya (NCCK), Lutherska nattvardsgemenskapen i Central- och Östafrika och Lutherska världsförbundet och har nattvardsgemenskap med Missourisynoden.